# Rue Saint-Antoine (Lyon)
Pour les articles homonymes, voir Rue Saint-Antoine.
La rue Saint-Antoine  est une rue du 3e arrondissement de Lyon en France.

## Situation et accès
La rue est alignée est-ouest. Elle débute rue de la Villette en prolongement de la rue de Bonnel et se termine à Villeurbanne.

## Origine du nom
Elle porte le nom d'un ancien hameau du quartier, Saint-Antoine, qui a existé au XIXe siècle.

## Historique
Cette rue correspond à la voie principale du village Saint-Antoine d'un chemin qui partait des fortifications de Lyon menait à Villeurbanne.
Elle s'est d'abord appelée Chemin de Saint-Antoine et son existence est attestée en 1827,.
La partie ouest de la rue a été absorbée par la rue de Bonnel.

## Bâtiments remarquables et lieux de mémoire
- no 36 :  Clément Laval, l'architecte du Palais de Flore, y avait ses bureaux[4].